# Parablennius laticlavius
Parablennius laticlavius — вид морських собачок, що зустрічається біля берегів Нового Південного Уельсу, Нової Зеландії та островів Кермадек. Морська демерсальна субтропічна риба, що живе на глибині до 3 м, сягає довжини 3—8 см.